# Chiesa di San Maurelio (Conselice)
La chiesa di San Maurelio è la parrocchiale patronale di Lavezzola, frazione del comune italiano di Conselice in provincia di Ravenna. Appartiene al vicariato di Argenta - Portomaggiore nell'arcidiocesi di Ravenna-Cervia. La chiesa venne edificata nel XVI secolo.

## Storia
Leonello d'Este concesse in feudo alla famiglia Lavezzoli, per i loro servigi a favore della casata Este, il territorio di Lavezzola. Il primitivo luogo di culto con dedicazione a Maurelio di Voghenza venne edificato su progetto di Giovan Battista Aleotti nel 1576 per volere del marchese Alfonso Lavezzoli, che ne ottenne il giuspatronato dal cardinale e vescovo di Ravenna Pietro Aldobrandini. Nel 1609 la chiesa venne elevata a dignità parrocchiale per tutti i fedeli della comunità. Il origine il primo luogo di culto, un oratorio, venne chiamato della Candela e fu sussidiario della chiesa parrocchiale di San Biagio di Argenta. Dopo la separazione dalla chiesa di Argenta e con la fondazione della parrocchia il territorio di competenza corrispose al feudo della famiglia Lavezzoli. Il fonte battesimale venne concesso due anni dopo e la prima visita pastorale interessò la chiesa il 18 ottobre 1613, e fu lo stesso Pietro Aldobrandini a recarvicisi. In tale occasione fu redatta la prima descrizione su atti ecclesiastici della chiesa. Nel 1621 il giuspatronato andò ai marchesi Bentivoglio che lo mantennero fino al 1866, quando passò all'allora parroco don Luigi Azzalli. L'anno 1809 segnò il passaggio dalla giurisdizione ecclesiastica di Argenta alla giurisdizione civile di Conselice. Nel 1865 papa Pio IX la elevò a dignità di chiesa arcipretale. Dopo la sua costruzione rimase per oltre due secoli ad una sola navata e di dimensioni ridotte poi fu oggetto di importanti restauri ed ampliamenti.

## Descrizione

### Esterni
La chiesa si trova a Lavezzola, frazione di Conselice in provincia di Ravenna. La facciata a capanna neoclassica  è caratterizzata dal grande portale con arco a tutto sesto che ingloba la finestra a lunetta cieca con piccolo bassorilievo e che è sormontato in asse dal rosone che porta luce alla sala. La facciata si conclude col grande frontone triangolare. La torre campanaria si alza in posizione arretrata sulla sinistra.

### Interni
La navata è completamente affrescata e la tradizione popolare vuole che al suo interno vi venissero conservate le preziose reliquie di Maurelio di Voghenza oltre ad altre di vari santi. Di particolare interesse è il fonte battesimale che in origine era un pulvino risalente al IV o V secolo.